# Catacumba de Balbina
Catacumba de Balbina é uma catacumba romana localizada entre a Via Ápia Antiga e a Via Ardeatina (a entrada fica no número 102), no moderno quartiere Ardeatino de Roma.

## História
Esta catacumba é uma das áreas funerárias que fazem parte do que os arqueólogos chamam de "Complexo Calistiano", que fica entre a Via Ápia Antiga, a Via Ardeatina e o Vicolo delle Sette Chiese, do qual fazem parte também a Catacumba de São Calisto (com todas as suas diversas regiões) e a Catacumba de Santa Sotere.
A Catacumba de Balbina foi citada em algumas fontes antigas, como a Depositio episcoporum, que relata o sepultamento do papa São Marcos (janeiro a outubro de 336) num cemitério na superfície in Balbinae, e o Index Coemeteriorum Vetus, que cita um "cymiterium Balbinae ad sanctum Marcum". Além disso, há também duas inscrições, das quais a mais notável é a que um tal Sabino mandou gravar em seu próprio sepulcro numa nova galeria da catacumba ("in cymiteriu Balbinae in cripta noba").
Estas citações indicam também o duplo nome do cemitério: a primeira em referência à proprietária do terreno (Santa Balbina) no qual a catacumba foi escavada e a segunda em referência ao santo principal ali sepultado, o papa São Marcos. Além disso, há indicações de que havia uma basílica dedicada ao papa na superfície. Contudo, apesar das fontes, a identificação da catacumba de Balbina é ainda hoje incerta.
Em 3 de setembro de 1991 foi feita uma descoberta excepcional e totalmente casual. Em um campo cultivado de ervas medicinais, o salesiano Tarcisio Gazzola identificou trações que delineavam de forma bastante clara a planta de uma basílica circular, típica da época constantiniana, com 66 metros de comprimento e 27 metros de largura, imediatamente identificada com a basílica marciana citada pelas fontes antigas. As escavações e as investigações arqueológicas da área e do subsolo correspondente revelaram melhor a topografia da Catacumba de Balbina.